# Ballstraße 23 (Quedlinburg)

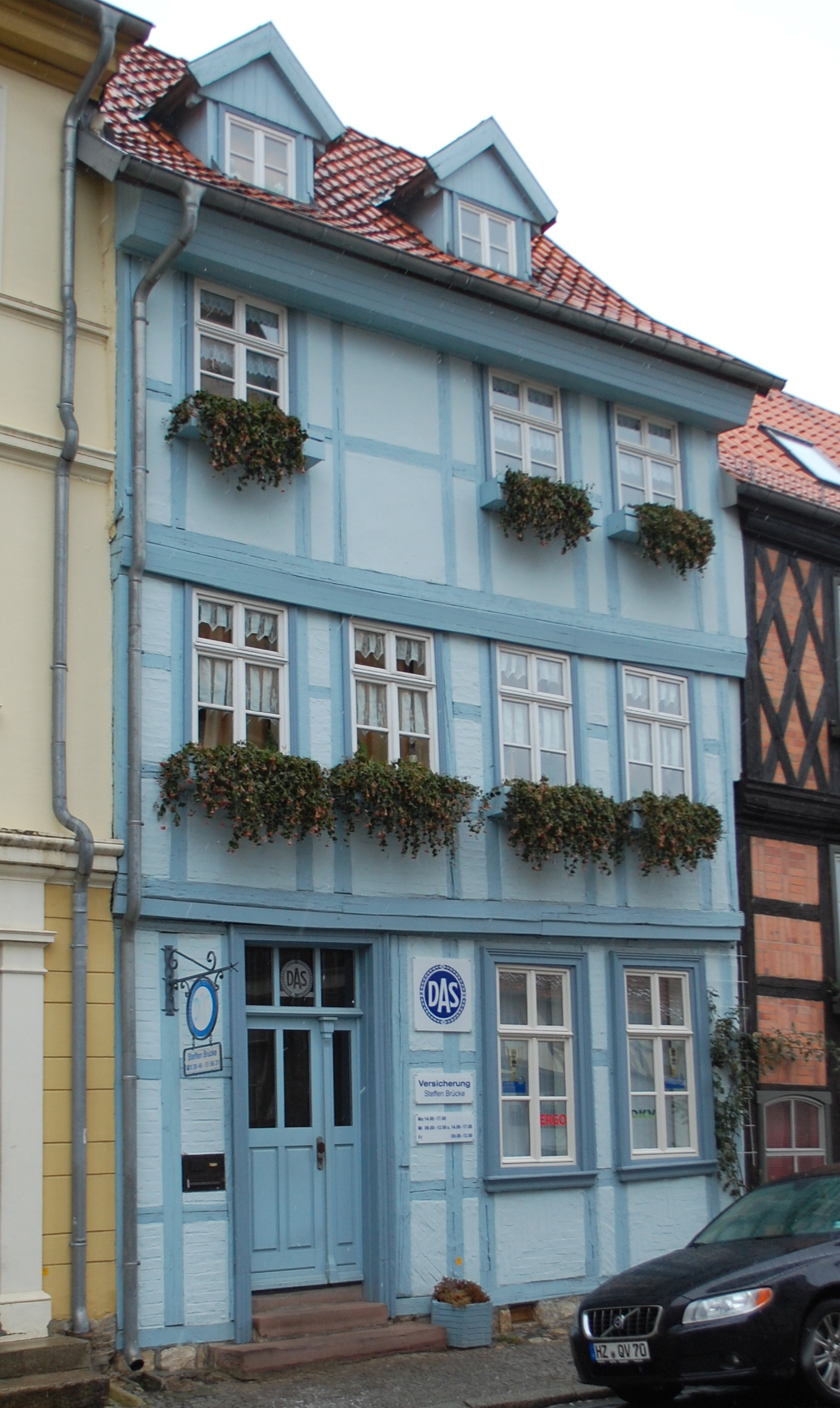
Ballstraße 23

Das Haus Ballstraße 23 ist ein denkmalgeschütztes Gebäude in der Stadt Quedlinburg in Sachsen-Anhalt.

## Lage
Es befindet sich im östlichen Teil der historischen Quedlinburger Neustadt und gehört zum UNESCO-Weltkulturerbe. Südlich grenzt das gleichfalls denkmalgeschützte Ballstraße 24 an.

## Architektur und Geschichte
Das dreigeschossige Fachwerkhaus entstand um 1760. Im Quedlinburger Denkmalverzeichnis ist das Haus als Wohnhaus eingetragen. Die Fachwerkfassade ist schlicht gestaltet. Sie verfügt über einen Ständerrhythmus. Die Gefache sind zum Teil mit Zierausmauerungen versehen. Im zweiten Obergeschoss sind die Gefache verputzt. Die Haustür stammt aus der Zeit um 1905.